# Meeri Wasberg
Meeri Iréne Wasberg, född Sundberg 14 december 1973 i Muskö församling i Stockholms län, är en svensk politiker (socialdemokrat). Hon var kommunstyrelsens ordförande i Haninge kommun åren 2014-2022 och var riksdagsledamot (statsrådsersättare, tjänstgörande ersättare respektive ordinarie ledamot) under perioder åren 2006–2014, invald för Stockholms läns valkrets. Sedan den styrande koalitionens nederlag i Haninges kommunval 2022 är hon oppositionsråd tillika 2:e vice ordförande i kommunstyrelsen. Wasberg är till yrket arbetsförmedlare och har varit aktiv inom fackförbundet ST.

## Riksdagsledamot
Wasberg kandiderade i riksdagsvalet 2006 och blev ersättare. Hon var statsrådsersättare för Mona Sahlin 2–6 oktober 2006, tjänstgörande ersättare för Carina Moberg 26 oktober–27 november 2009 och därefter tjänstgörande ersättare för Maryam Yazdanfar till och med 1 mars 2010. Wasberg kandiderade även i riksdagsvalet 2010 och blev åter ersättare. Under denna mandatperiod var hon tjänstgörande ersättare för Maryam Yazdanfar 1 mars–1 augusti 2011. Wasberg utsågs till ny ordinarie riksdagsledamot från och med 17 augusti 2012 sedan Carina Moberg avlidit.
I riksdagen var Wasberg ledamot i finansutskottet maj–augusti 2011. Hon var även suppleant i EU-nämnden, skatteutskottet och socialutskottet, samt extra suppleant i civilutskottet och justitieutskottet.

## Kommunalpolitiker i Haninge kommun
Åren 2014-2022 var Wasberg kommunstyrelsens ordförande i Haninge kommun.
Efter Haninges kommunval 2022 bildades nytt borgerligt styre i kommunen och Wasberg är därmed sedan 2022 oppositionsråd tillika 2:e vice ordförande i kommunstyrelsen.